# Lazar Francišković
Lazar Francišković (Subotica, 4. srpnja 1948.) je bački hrvatski književnik i književni kritičar iz Vojvodine, iz Subotice. Piše pjesme, u kojima je postigao najveće dosege te prozu, eseje i književne kritike. Zaposlenik je subotičke Gradske knjižnice.

## O Franciškoviću
Dijelom je srednjeg naraštaja književnika koji pišu na hrvatskom jeziku u Srbiji, a djela mu, prema Tomislavu Žigmanovu zauzimaju zapaženo mjesto u književnosti ovdašnjih Hrvata", a u pjesništvu "Spada u kategoriju pjesnika koji imaju najautentičniji izraz. Vjerojatno je jedan od ponajboljih književnika, pjesnika koji stvaraju na hrvatskom jeziku.
U svojim pjesmama ima suvremeni, moderni pjesnički izraz i oblik.U pjesmama osmišljava vanjske i unutarnje krajobraze i objekte koji okružuju čovjeka. Po izričaju su mu pjesme lapidarne, suspregnute, s izraženom ljubavi prema zavičaju i zavičajnoj ravnici.
Zbirkom Graal je zašao u vode duhovnog pjesništva.

## Djela
- Mrginj, pjesme u okviru zajedničke pjesničke zbirke Zov reči (u koautorstvu s Vladimirom Đurićem i Ivicom Manđusovom), Osvit, Subotica, 1977.
- Utva bez krila, pjesme, Osvit, Subotica, 1980.
- Salaši, fotomonografija (s fotografijama Augustina Jurige i poezijom i tekstovima Lazara Franciškovića), naklada Boška Krstića, Subotica, 1997.
- Biblioteka / Gradska kuća / Fontana, poeme, naklada Boška Krstića, Subotica, 1998.
- Stara Crkva, spjev, naklada Franjevačkog samostana, Subotica, 2000.
- Hodočasnik, roman, Gradska knjižnica, Subotica, 2004.
- Skaska o vatri, poema, Studio Bravo, Subotica, 2004.
- Hodočasnik II., roman, Studio Bravo, Subotica, 2006.
- Prelistali smo za vas, novinske kolumne, Studio Bravo, Subotica, 2007.
- Graal, poema/spjev, Naklada Tusculum, Zagreb, 2008.
- Eseji, Subotica, 2012.

Svojim stihovima zastupljen je u antologiju poezije nacionalnih manjina u Srbiji Trajnik (prireditelja Riste Vasilevskog).
Neka djela su mu prevedena i na mađarski jezik, a preveo ih je bački hrvatski književnik Matija Molcer.

## Radovi o Franciškoviću
- Sanja Vulić Vranković: Poetika Lazara Franciškovića, Gradovrh, Tuzla, 2005.[5]
- Milovan Miković, O lijepom i poetološkom u pjesništvu Lazara Franciškovića, Klasje naših ravni, 7. – 8., 2011., 18. – 30.

## Vanjske poveznice
- Radio-Subotica  Arhivirana inačica izvorne stranice od 12. rujna 2008. (Wayback Machine) Predstavljanje poezije Lazara Franciškovića
- Hrvatska riječ  Arhivirana inačica izvorne stranice od 2. kolovoza 2012. (Wayback Machine) Roman u književnosti vojvođanskih Hrvata, 13. veljače 2009.
- Vijenac br.400/2009.  Arhivirana inačica izvorne stranice od 17. srpnja 2009. (Wayback Machine) Budi svoj - Izbor iz suvremenoga hrvatskog pjesništva u Vojvodini (1990–2009)